# 貴女次第
『貴女次第』（あなたしだい）は鶴久政治のデビュー・シングル。『MASAHARU』名義。
1989年2月8日、ポニーキャニオンよりリリース。

## 解説
1stソロ・アルバム『LOVIN' SPOONFUL』と同時発売。ただし本作品は未収録。

## 収録曲
1. 貴女次第
（作詞：川村真澄　作曲：鶴久政治　編曲：西平彰）
2. 粉雪のダイヤモンド
（作詞：売野雅勇　作曲：鶴久政治　編曲：西平彰）